# Mischarytera
Mischarytera es un género de árboles tropicales, que forma parte de la familia de plantas Sapindaceae. Hasta diciembre de 2013, se conocían cuatro especies, que crecen de forma natural en el este de Queensland, Australia, y en Nueva Guinea. Anteriormente, hasta 1995, se les asignaban nombres dentro del género Arytera, subgénero Mischarytera.
En 2006, el botánico Paul I. Forster describió científicamente formalmente Mischarytera megaphylla , basándose en especímenes recolectados de árboles de un área restringida (endémica) de la región de las tierras bajas de la selva tropical de Daintree, parte de la región más extensa de los trópicos húmedos del noreste de Queensland, Australia. Antes de la descripción formal, estos árboles se conocían y describían informalmente como Mischarytera sp. Oliver Creek (L.J.Webb+ 10903) Qld Herbarium y Sapindaceae sp. (Noé Creek BG 6026).

## Especies
- Mischarytera bullata (H.Turner) H.Turner – Endémica de Nueva Guinea

– sinónimo: nombre base: Arytera bullata H.Turner
- Mischarytera lautereriana (F.M.Bailey) H.Turner ; Pana Tamarindo – NE. hacia el sureste. Endémica de Queensland

– sinónimos: nombre base: Nephelium lautererianum F.M.Bailey ; nomenclatura: Arytera lautereriana (F.M.Bailey) Radlk.
- Mischarytera macrobotrys (Merr. & L.M.Perry) H.Turner – Península del Cabo York, Queensland y Nueva Guinea

– sinónimos: nombre base: Mischocarpus macrobotrys Merr. & L.M.Perry ; nomenclatura: Arytera macrobotrys (Merr. & L.M.Perry) R.W.Ham
- Mischarytera megaphylla P.I.Forst. – NE. Endémica de Queensland

– sinónimos: Mischarytera sp. Herbario Oliver Creek ( LJWebb + 10903) de Queensland;   Sapindaceae sp. (Noé Creek BG 6026)